# Robert Badinter

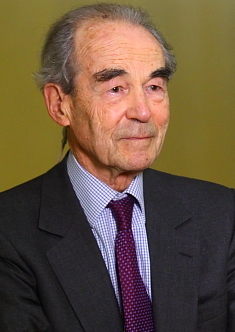
Robert Badinter (2013)

Robert Badinter (* 30. März 1928 in Paris; † 9. Februar 2024 ebendort) war ein französischer Politiker (Parti socialiste), Rechtswissenschaftler, Hochschullehrer, Rechtsanwalt und Autor. Im Jahr seines Amtsantritts als Justizminister 1981 setzte er die Abschaffung der Todesstrafe in Frankreich durch.

## Leben
Die Familie seiner Mutter Shiffra (genannt Charlotte) Rosenberg emigrierte in Folge der Pogrome im zaristischen Russland 1903 nach Frankreich. Sein Vater Samuel, genannt Simon, wurde 1895 in Bessarabien geboren und wanderte 1919 nach Frankreich aus. Er studierte ab 1920 an der Universität Nancy angewandte Wirtschaftswissenschaften und gründete nach seinem Studienabschluss einen Kürschnerei-Großhandel in Paris.
Charlotte und Simon heirateten am 7. Juni 1923 in Fontenay-sous-Bois; im Januar 1928 nahmen beide die französische Staatsbürgerschaft an. Badinters Familie wohnte vor der Besetzung Frankreichs in Paris und floh danach zunächst nach Nantes, später nach Lyon.
Am 9. Februar 1943 wurde Simon Badinter bei einer von Klaus Barbie angeordneten Razzia in Lyon festgenommen und später im Vernichtungslager Sobibor ermordet.
Robert Badinter, der selbst einer Verhaftung nur knapp entging, fand mit seiner Mutter und seinem älteren Bruder bis zur Befreiung 1944 im Dorf Cognin (bei Chambéry) in Savoyen Unterschlupf. Dank gefälschter Personalpapiere und der Verschwiegenheit der Dorfbewohner konnte er dort weiterhin das Gymnasium besuchen.
Nach seinem Literatur- und Jurastudium an der Pariser Universität, das er mit der Licence abschloss, erhielt er 1948 ein staatliches Stipendium und beendete sein Studium an der renommierten Columbia University in New York 1949 mit einem Master of Arts. Ab 1951 war er in Paris als Rechtsanwalt zugelassen; 1954 promovierte er zu einem Thema des amerikanischen Rechts an der juristischen Fakultät in Paris. In der von ihm 1965 mitgegründeten Anwaltssozietät Badinter, Bredin und Partner war er bis zu seiner Ernennung zum Justizminister 1981 tätig. 1966 wurde er zum Professor berufen und lehrte in Dijon, Besançon, Amiens und schließlich ab dem Jahr 1974 an der Sorbonne, ab 1994 als Emeritus.
Die seit 1957 bestehende Ehe mit der Schauspielerin Anne Vernon wurde 1965 einvernehmlich geschieden. 1966 heiratete er Élisabeth Bleustein-Blanchet, Tochter des Gründers der großen Werbeagentur Publicis, Marcel Bleustein-Blanchet, die unter ihrem Ehenamen Élisabeth Badinter als Philosophieprofessorin und Feministin bekannt wurde und mit der er drei Kinder bekam.
Er starb am 9. Februar 2024 im Alter von 95 Jahren in Paris.

## Abschaffung der Todesstrafe

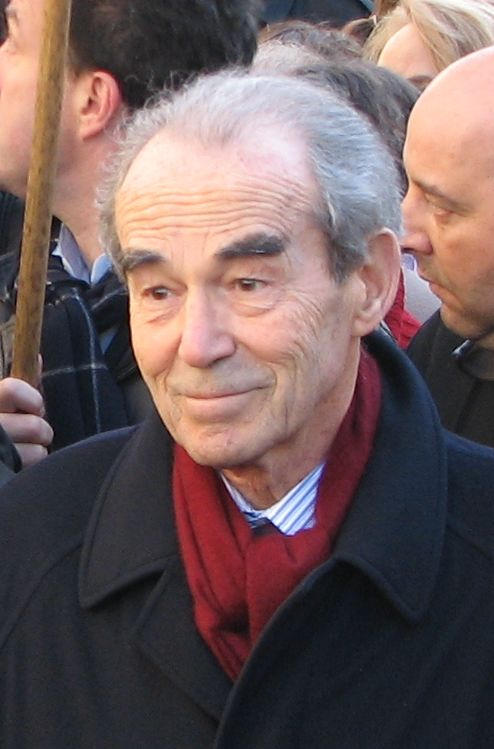
Robert Badinter am 3. Februar 2007 auf einer Demonstration gegen die Todesstrafe in Paris.

Im Juni 1972 unterlag Badinter als Verteidiger vor Gericht und wurde Zeuge der Guillotinierung seines Klienten Roger Bontems, der gemeinsam mit seinem Komplizen Claude Buffet wegen Beihilfe zum Mord an zwei Geiseln anlässlich eines Ausbruchsversuches aus dem Gefängnis von Clairvaux zum Tode verurteilt wurde. Badinter wurde dadurch von einem Kritiker zu einem vehementen Gegner der Todesstrafe. 1973 verarbeitet er diese Erfahrung in seinem ersten Buch L’Exécution.
Von nun an verteidigte er oft erfolgreich Angeklagte, denen die Todesstrafe drohte, und erhielt deshalb den Spitznamen „Monsieur Abolition“. Durch ein denkwürdiges Plädoyer gegen die Todesstrafe erwirkte er im Juni 1977 gegen den öffentlichen Druck die Abwendung der Todesstrafe für den Kindesmörder Patrick Henry, der zu einer lebenslangen Haftstrafe verurteilt wurde. François Mitterrand versprach im Wahlkampf 1981 die Abschaffung der Todesstrafe und machte nach seinem Wahlsieg Badinter, der ihn bereits bei seiner ersten Präsidentschaftskampagne 1974 unterstützt hatte, zum Justizminister. Wenige Monate nach seiner Ernennung gewann er am 18. September 1981 mit einer engagierten Rede vor der Nationalversammlung eine Dreiviertelmehrheit für die Abschaffung der Todesstrafe:

« Utiliser contre les terroristes la peine de mort, c’est, pour une démocratie, faire sienne les valeurs de ces derniers. »

„Eine Demokratie, die gegen Terroristen die Todesstrafe vollstreckt, macht sich die Werte Letzterer zu Eigen.“

Neben den Sozialisten stimmten auch Abgeordnete der Opposition, darunter Jacques Chirac und Philippe Séguin, für seine Gesetzesvorlage, die vom Senat am 30. September 1981 bestätigt wurde. Am 17. Februar 1986 ratifizierte Frankreich zudem das sechste Zusatzprotokoll zur Europäischen Menschenrechtskonvention, das die Verhängung der Todesstrafe in Friedenszeiten verbietet.
Auf eine außergewöhnliche Probe gestellt wurde Badinters entschiedene Absage an die Todesstrafe 1983 durch den Prozess gegen Klaus Barbie, der 1943 in Lyon den Befehl zur Deportation von Badinters Vater Simon unterzeichnet hatte. Simon Badinter war im Vernichtungslager Sobibor ermordet worden; Robert entging nur knapp dem gleichen Schicksal. „Vierzig Jahre später hielt sein Sohn in seinem Pariser Amtszimmer die Deportationsorder mit Barbies Unterschrift in Händen – und fand sich in seinem Beschluss bestätigt, dem Täter ein über jeden Zweifel erhabenes rechtsstaatliches Verfahren angedeihen zu lassen.“
Am 19. Februar 2007 wurde das Verbot der Todesstrafe auf Badinters Initiative hin in die französische Verfassung aufgenommen. Die im Kongress versammelten Abgeordneten von Nationalversammlung und Senat beschlossen die Änderung mit 828 zu 26 Stimmen. Nun heißt es im Artikel 66-1: „Niemand darf zum Tode verurteilt werden“.
Diese Verfassungsänderung ermöglichte es, am 10. Oktober 2007 das 13. Zusatzprotokoll zur Europäischen Menschenrechtskonvention zu ratifizieren, das die Todesstrafe ausnahmslos, also auch zu Kriegszeiten, verbietet.
Badinter war bis zu seinem Tod ein engagierter Gegner der Todesstrafe und trat international für deren Abschaffung ein.

## Politische Karriere
Vom 23. Juni 1981 bis zum 18. Februar 1986 war Robert Badinter Justizminister. Während seiner Amtszeit wurde der „Cour de sûreté de l’État“, ein Sondergericht für „staatsgefährdende“ Straftäter, und Militärgerichte zu Friedenszeiten abgeschafft. Weitere Reformen der Justiz im Sinne der Gleichheit vor dem Gesetz und der bürgerlichen Freiheiten folgten:
- Bürger können sich unmittelbar an den Europäischen Gerichtshof für Menschenrechte wenden,
- Homosexuelle diskriminierende Gesetze des Vichy-Regimes wurden abgeschafft,
- die Rechte der Opfer von Verkehrsunfällen gestärkt und
- nicht freiheitsentziehende Ersatzstrafen ermöglicht.

Im März 1986 wurde er von François Mitterrand zum Präsidenten des Verfassungsrats (Conseil Constitutionel) ernannt und bekleidete diese Funktion bis März 1995. Seine politischen Bemühungen zielten darauf ab, diesen Rat zu einem Verfassungsgericht auszubauen. 1993 sorgte der, in mehreren Paragraphen als nicht verfassungskonform abgelehnte, stark restriktive Gesetzentwurf zum Einwanderungs- und Asylrecht (loi Pasqua) des rechtskonservativen Innenministers Charles Pasqua für eine öffentliche Kontroverse.
Vom 24. September 1995 an war er Senator für das unmittelbar an Paris grenzende Département Hauts-de-Seine. Er wurde 2004 wiedergewählt, sein Mandat endete mit dieser Wahlperiode am 30. September 2011, nachdem er nicht erneut kandidiert hatte.
Er wirkte beratend an der neuen Verfassung Rumäniens mit, die 1991 in Kraft trat und in vielen Punkten von der Verfassung Frankreichs inspiriert ist.
Am 27. August 1991 wurde er zum Präsidenten der von der Europäischen Gemeinschaft eingesetzten Badinter-Kommission ernannt, einer Schiedskommission zur Klärung juristischer Fragen im Zusammenhang mit den Konflikten um die Nachfolgestaaten Jugoslawiens.

## Ehrungen
Die südwestfranzösische Stadt Périgueux benannte am 25. September 2009 die Esplanade du Théâtre in seiner Anwesenheit in Esplanade Robert-Badinter um.
2003 verlieh ihm die Universität Zagreb die Ehrendoktorwürde, 2009 die Universität Neuchâtel/Neuenburg und 2010 die Staatliche Universität Moldau.

## Mitgliedschaften
- 2006 American Academy of Arts and Sciences[20]
- 2009 American Philosophical Society[21]

## Bibliografie
- L’Exécution (1973), Prozessbericht in der Mordsache Claude Buffet und Roger Bontems.
- Condorcet, 1743–1794 (1988), mit Élisabeth Badinter.
- Une autre justice (1989).
- Libres et égaux : L'émancipation des Juifs (1789–1791) (1989).
- La prison républicaine, 1871–1914 (1992).
- C.3.3 – Oscar Wilde ou l’injustice (1995).
- Un antisémitisme ordinaire (1997).
- L’Abolition, (2000), über seinen Kampf für die Abschaffung der Todesstrafe in Frankreich. Die englische Übersetzung erschien 2008 bei Northeastern University Press, Boston, und trägt den Titel Abolition: One Man’s Battle Against the Death Penalty, ISBN 978-1-55553-692-3.
- Une constitution européenne (2002). Die deutsche Übersetzung erschien 2013 bei Carl Heymanns Verlag unter dem Titel Robert Badinter, eine Verfassung für Europa anlässlich der Verleihung des Carl-Heymann-Preises
- Le rôle du juge dans la société moderne (2003).
- Le plus grand bien (2004), anlässlich des 200. Jahrestags des Code civil.
- Contre la peine de mort (2006).
- Les Épines et les Roses, Editions Fayard, Paris 2011 (Autobiographie, Rezension: Alexandra Kemmerer: Auch der Schreibtischmörder meines Vaters hat Anspruch auf ein ordentliches Verfahren. In: Frankfurter Allgemeine Zeitung. 28. Juni 2011 (147), S. 32).
- Le travail et la loi, zusammen mit Antoine Lyon-Caen, Editions Fayard, Paris 2015, ISBN 978-2-213-68689-9
- Opernlibretto Claude nach Victor Hugo Claude Gueux, Komposition: Thierry Escaich, Uraufführung: März 2013 Opéra de Lyon.
- Idiss, Editions Fayard, Paris 2018
- Théâtre I, Editions Fayard, Paris 2021

## Biografie
- Paul Cassia: Robert Badinter. Un juriste en politique. Éditions Fayard, Paris 2009, ISBN 978-2-213-65139-2 (Rezension: Alexandra Kemmerer: Wenn es sein muss, schreibt er seinen eigenen europäischen Verfassungsentwurf. In: Frankfurter Allgemeine Zeitung. 2. Januar 2010 (Nr. 1), S. 32).
- Pauline Dreyfus: Robert Badinter ou l’épreuve de la justice. Éditions du Toucan, Boulogne 2009, ISBN 978-2-8100-0312-9.
- La peine de mort – Robert Badinter. Vier CDs inklusiv Ausschnitten aus der historischen Debatte zur Abschaffung der Todesstrafe vor der Nationalversammlung. éditions Frémeaux & Associés, 2010.